# Vesa Himanen
Vesa Himanen (ur. 11 stycznia 1950 w Alavus) – fiński dyplomata, w latach 2003–2008 był Stałym Przedstawicielem Finlandii przy Biurze Narodów Zjednoczonych w Genewie, od 2008 pełnił funkcję ambasadora w Polsce.

## Życiorys
Po ukończeniu w 1977 studiów politologicznych na Uniwersytecie Helsińskim i odbyciu służby wojskowej, w 1978 podjął pracę w fińskiej służbie dyplomatycznej. Przez dwa lata pracował jako attaché w Ministerstwie Spraw Zagranicznym, a następnie na analogicznych stanowiskach na placówkach dyplomatycznych w Paryżu (1980–1981), Stałej Misji w Genewie (1981–1983) oraz w Kopenhadze (1983–1985).
W latach 1985–1986 pełnił funkcję I sekretarza Ambasady Finlandii w Kopenhadze, a następnie przez cztery lata pracował w centrali MSZ w Helsinkach. Od 1990 był zastępcą szefa misji Finlandii przy OECD w Paryżu. W 1992 powrócił do fińskiego MSZ, gdzie objął stanowisko radcy. W latach 1994–2000 pracował w Stałym Przedstawicielstwie przy Biurze ONZ w Genewie jako radca-minister. Od 2000 do 2003 był zastępcą dyrektora Departamentu Międzynarodowych Stosunków Gospodarczych MSZ.
W 2003 objął kierownictwo fińskiej misji przy Biurze ONZ w Genewie. Po pięciu latach spędzonych na tym stanowisku otrzymał nominację na funkcję Ambasadora Finlandii w Polsce.